# Sergey (Suíça)
Sergey é uma comuna da Suíça, situada no distrito de Jura-Nord Vaudois, no cantão de Vaud. Tem 1,46 km² de área e sua população em 2018 foi estimada em 146 habitantes.